# Viktor II. Karl Friedrich (Anhalt-Bernburg-Schaumburg-Hoym)
Viktor II. Karl Friedrich von Anhalt-Bernburg-Schaumburg-Hoym (* 2. November 1767 in Schloss Schaumburg; † 22. April 1812 ebenda) aus dem Haus der Askanier war ein Fürst von Anhalt-Bernburg-Schaumburg-Hoym.

## Leben
Viktor war der älteste Sohn des Fürsten Karl Ludwig von Anhalt-Bernburg-Schaumburg-Hoym (1723–1806) aus dessen Ehe mit Eleonore (1734–1811), Tochter des Fürsten Friedrich Wilhelm zu Solms-Braunfels. Er trat 1806 die Nachfolge seines Vaters an.
Da er aus seiner Ehe keine männlichen Nachkommen hatte, folgte ihm als Fürst sein 71-jähriger unverheirateter Onkel Friedrich, der noch im selben Jahr starb und damit die Linie Anhalt-Bernburg-Schaumburg-Hoym im Mannesstamm erlosch. Der anhaltinische Besitz fiel an die Hauptlinie Anhalt-Bernburg zurück. Die Besitzungen in Nassau, die Grafschaft Holzappel mit Schaumburg, erbte Viktors älteste Tochter, die sie an das Haus Österreich brachte. Die anhaltinischen Güter Zeitz und Belleben waren dabei Gegenstand eines Rechtsstreits, der erst 1828 zu Gunsten der Bernburger Hauptlinie entschieden wurde.

## Ehe und Nachkommen
Viktor heiratete am 29. Oktober 1793 in Weilburg Amalie (1776–1841), Tochter des Fürsten Karl Christian von Nassau-Weilburg, mit der er folgende Kinder hatte:
- Hermine (1797–1817)

⚭ 1815 Erzherzog Joseph von Österreich (1776–1847)
- Adelheid (1800–1820)

⚭ 1817 Großherzog August von Oldenburg (1783–1853)
- Emma (1802–1858)

⚭ 1823 Fürst Georg II. zu Waldeck und Pyrmont (1789–1845)
- Ida (1804–1828)

⚭ 1825 Großherzog August von Oldenburg (1783–1853)